# Angaria
« Angaria » ou « angheria » est la dénomination d'une corvée, d'un service forcé, imposé par l'autorité publique à l'origine pour l'entretien et la réparation des routes, puis par extension la fourniture de navires, provisions, d'hommes ou d'autres moyens de transport). Dans un sens métaphorique plus général, cela signifie imposition, corvée. 
Le terme dérive du latin angaria (service de transport personnel), qui dérive à son tour de l'ἀγγαρεία grec (service postal obligatoire, correspondant aux aggelos grecs, messager), du transport forcé des aggaros) qui fait plus lointainement référence à l'angara persan.

## Contexte historique
Curieusement, le lien entre "ange" et "angheria" s'explique facilement. Avant que les anges ne soient des messagers bibliquement divins, pour les chrétiens, ils étaient des gardiens aux côtés de chaque baptisé.  Dans l'empire perse, d'après Xénophon, l'angaro était le messager d'un système instituté par Cyrus le Grand et qui était destiné à amener partout ses ordres. Pour lui permettre d'accomplir sa tâche rapidement, il était essentiel que les routes soient constamment maintenues en état,  grâce à l'angaria à laquelle tous les sujets, dont les maisons ou les terres bordaient la route royale étaient assujettis. 
Dans sa version latine,  le cursus publicus était un système de transport lourd et des chevaux de rechange devaient être prévus à l'étape pour les messagers. D'après Hérodote, les seules exceptions étaient désignées par l'autorité.
Le droit de l'Angaria dans la législation persane et hellénistique, a été transposé en droit romain puis en droit médiéval, pour continuer à être reconnu même dans les États en temps de guerre ou de danger public. 
Au Moyen Âge en Europe, la main-d'œuvre agricole se voyait communément imposer la corvée, c'est-à-dire un travail forcé non rémunéré, pour pouvoir nourrir la population rurale avec des produits agricoles, en particulier les semailles et la culture du blé, nécessaires à la fabrication du pain. Par extension, il pouvait s'agir d'autres taches.